# Bordsspel
Bordsspel är en sammanfattande benämning för spel med två eller flera deltagare där brickor, pjäser, pluppar, pennor, tärningar eller kort utgör en viktig del av spelandet.
Bordsspel kan indelas i brädspel, figurspel, kortspel och rollspel.

## Bordsspel i Sverige
I Sverige organiseras det svenska mästerskap i bland annat följande bordsspel:
- SM i schack arrangeras av Sveriges Schackförbund sedan 1917
- SM i bridge arrangeras av Svenska Bridgeförbundet sedan 1934
- SM i luffarschack arrangeras av Svenska Luffarschackförbundet sedan 1961
- SM i go arrangeras sedan 1975 (från 1980 av Svenska Goförbundet)
- Poker-SM har organiserats av olika (tidvis konkurrerande) arrangörer sedan 1975
- SM i othello arrangeras sedan 1978 (från 1980 av Svenska Othelloförbundet)
- SM i scrabble arrangeras av Svenska Scrabbleförbundet sedan 1999
- SM i backgammon arrangeras av Svenska Backgammonförbundet
- SM i shogi arrangeras av Sveriges Shogiförbund
- SM i carcassonne arrangeras av Sverok-föreningen S.A.R.Z. sedan 2002
- SM i bräde arrangeras av Vasamuseets vänner
- SM i mahjong arrangeras av Svenska mahjong-förbundet (bildat 2008)
- SM i vira arrangeras sedan 2003, första gången av Stockholms Wirasällskap sedan även av andra klubbar